# Eurytaenia hinckleyi
Eurytaenia hinckleyi är en flockblommig växtart som beskrevs av Mildred Esther Mathias och Lincoln Constance. Eurytaenia hinckleyi ingår i släktet Eurytaenia och familjen flockblommiga växter. Inga underarter finns listade i Catalogue of Life.